# Сосновая аллея (Зеленоград)
Сосновая аллея — улица в Зеленоградском административном округе Москвы. Расположена между Московским проспектом и Фирсановским шоссе. Участок от начала улицы у Савёлкинского проезда до Озёрной аллеи — шестиполосный (по три полосы в каждую сторону), участок от Озёрной аллеи до Фирсановского шоссе — четырёхполосный (по две полосы в каждую сторону).
Слева к улице примыкают: 2 безымянных проезда в глубь 6-го микрорайона, аллея Лесные Пруды, проезд 4921; справа — Озёрная, Каштановая аллеи, проезды 4923, 5526 и 4807.
Улица образована в 1965 году. Большинство источников естественным образом предполагают, что как и остальные аллеи деревьев Зеленограда (Берёзовая, Каштановая и Яблоневая) аллея получила название благодаря высаженным вдоль неё деревьям — соснам, однако в реальности вдоль аллеи со стороны 6-го микрорайона (по завершении его строительства) были высажены другие хвойные — лиственницы, а сосны имеются лишь на небольшом естественном участке Зеленоградского лесопарка, выходящем к аллее в её среднем участке.

## Транспорт
- На участке от Московского проспекта до Озёрной аллеи (остановки «Универмаг», «Центр Ювелир») по аллее проходят маршруты автобусов № 1, 2, 7, 10, 15 (по выходным), 19, 27. На остановке «Универмаг» останавливаются только автобусы № 1 и 2, на остановке «Центр Ювелир» останавливаются все вышеперечисленные маршруты.
- На участке от Озёрной аллеи до Каштановой аллеи (остановки «Озёрная аллея» (в сторону Каштановой аллеи), «7-й торговый центр» и «Поликлиника» (обе в сторону Озёрной аллеи)) — № 1, 2, 7, 10 (в сторону Озёрной аллеи), 15 (по выходным), 19 (в сторону Озёрной аллеи), 27, 31 (в сторону Озёрной аллеи).
- На участке от Каштановой аллеи до проезда 4921 (остановки «Поликлиника» (в сторону Фирсановского шоссе), «Водоканал», «Фабрика-прачечная» (в сторону Каштановой аллеи)) — № 1, 2, 7, 15 (по выходным), 27.
- на участке от проезда 4921 до Фирсановского шоссе (остановки «Фабрика-прачечная» (в сторону Фирсановского шоссе), «Оранжерея») — № 1, 2, 7, 27.